# 스바프를라미
스바프를라미(고대 노르드어: Svafrlami)는 《헤르보르와 헤이드레크의 사가》의 등장인물로, H 판본과 U 판본에서는 오딘의 아들 시그를라미(Sigrlami)의 아들이다. R 판본에서는 스바플라미가 시그를라미(고대 노르드어: Sigrlami)라는 이름으로 나오고 그의 부모는 밝혀지지 않는다. 스바프를라미는 가르다리키(러시아)의 왕이며 마검 티르핑의 첫 번째 주인이다.
어느날 말을 타고 사냥을 하던 스바프를라미는 드베르그 둘을 발견하고 머리 위에 칼을 휘둘러 도망가지 못하게 했다. 드베르그들의 이름은 드발린과 두린이었는데, 그들은 마법이 깃든 검을 만들어 줄테니 풀어달라고 요구했다. 그 검은 부러지지도 녹슬지도 않을 것이며 무쇠와 바위를 천조각처럼 가르고 언제나 승리를 가져다줄 것이라고 했다.
스바프를라미는 검을 받고는 매우 정교한 명품인 것을 확인하고 티르핑이라는 이름을 붙였다. 그러나 바위 속으로 사라지기 전에 드베르그들은 티르핑을 칼집에서 뽑으면 사람을 죽이지 않고는 다시 칼집에 넣을 수 없다는 저주를 걸었다.
H 판본과 U 판본에서 스바프를라미는 광전사 아른그림과 만나 싸웠다. 티르핑이 아른그림의 방패를 쪼개고 그를 땅에 쓰러뜨렸지만 아른그림은 스바프를라미의 손을 자르고 티르핑을 집어서 그를 죽였다. 아른그림은 스바프를라미의 딸 에위푸라를 강제로 범하여 아내로 삼았다. R 판본에서는 아른그림이 늙은 시그를라미 왕 휘하의 대장군이 되고 티르핑과 에위푸라가 그에게 포상으로 내려진다. 어느 판본이든 티르핑은 스바프를라미(또는 시그를라미)에게서 아른그림의 손으로 넘어간다.

## 참고 자료
- Henrikson, Alf (1998). Stora mytologiska uppslagsboken.